# Tulliallan Old Castle
Tulliallan Old Castle ist die Ruine einer Niederungsburg (Tower House) bei Kincardine in der schottischen Council Area Fife. Historisch lag sie in der traditionellen Grafschaft Perthshire. Die Anlage ist als Scheduled Monument geschützt.

## Geschichte

### Burg
Die erste Festung in Tulliallan wurde irgendwann vor 1304 errichtet, als König Eduard I. von England die Befestigung dieses Ortes befahl. Die Burg lag strategisch günstig an der Hauptfähre über den Forth und so ordnete der König 1304 die Befestigung der Mauern von „Tolyalwyn“ an. Vermutlich war damit auch die Verstärkung des D-förmigen Grabens und des äußeren Walls gemeint, um die Burg gegen Angriffe über das umgebende Sumpfland zu sichern, das bis zum 18. Jahrhundert entwässert wurde. Es gab wohl Gebäude in einer Einfriedung, aber, was man heute als das „Old Castle“ bezeichnet, ließen wohl die Douglases später errichten.
Die Burg der Douglases war anfangs ein zweistöckiges Tower House mit L-förmigem Grundriss aus Werkstein mit einem Turm an der Südwestecke, durch den der Haupteingang führte, den man über eine Zugbrücke erreichte. Die meisten Fenster im Erdgeschoss waren klein und quadratisch und darüber waren große Schießscharten. Unüblich war die Anordnung wichtiger Räume im Erdgeschoss. Die Decken dieser Räume hatten Rippengewölbe, die aus achteckigen Säulen entsprangen. Im 15. Jahrhundert wurde dieses Haus erweitert und Ende des 16. Jahrhunderts scheint ein weiterer Umbau erfolgt zu sein.
Die Burg war von einem Graben umgeben, der mit Wasser vom Firth of Forth gefüllt war, der sich in alten Tagen weiter landeinwärts erstreckte. Ein Bericht von 1853 über das damals bereits zur Ruine verfallene Gebäude beschreibt „zwei enge Ausfalltore, die sich zu beiden Ende der Südfassade öffneten, wovon das auf der Ostseite sich in einen Raum offnete, der Rittersaal genannt wurde, wo drei Abschnitte eigenartig durch elegante Bögen eines Kreuzgewölbes gebildet wurden, die auf einer mittleren, achteckigen Säule ruhten, alles in einem bemerkenswerten Erhaltungszustand.“
1885 wurde die alte Burg, obwohl eine Ruine, immer noch als beeindruckend aussehendes Gebäude beschrieben.

### Lairds
Die Burg gelangte dann in das Eigentum von William Douglas, 1. Earl of Douglas (ca. 1327–1384). Archibald Douglas, 4. Earl of Douglas schenkte das Anwesen Tulliallan 1402 der Familie Edmiston. 1456 wurde die Schenkung Sir James Edmiston, dem Urenkel des Königs Robert II., durch eine königliche Charta bestätigt. Patrick Blackadder, Enkel von Cuthbert Blackadder aus Blackadder Castle in Berwickshire, heiratete Elizabeth Edmiston, Tochter von Sir James Edmiston. Sie brachte das Anwesen Tulliallan mit in die Ehe.
Ein bekanntes Mitglied der Familie Blackadder von Tulliallan war Robert Blackadder, der Bruder von Patrick Blackadder, Laird von Tulliallan. Robert Blackadder war Bischof von Aberdeen, Bischof von Glasgow und ab 1492 der erste Erzbischof von Glasgow, der der St Mungo’s Cathedral die Krypta und einen Flügel hinzufügen ließ. Der Bischof machte gemeinsame Sache mit aufständischen Adligen, die König Jakob III. 1488 in der Schlacht von Sauchieburn besiegten und töteten. Der Erzbischof starb 1508 auf einer Pilgerreise ins Heilige Land.
Einer der Lairds von Tulliallan, Sir John Blackadder, wurde im März 1531 wegen Mordes an James Inglis, dem Abt von Kloster Culross, nach einem Streit über Ländereien, enthauptet. Ihm folgte sein Bruder Patrick als Laird nach, der erneut einen Streit gegen die Homes über die Ländereien der Familie Blackadder um Allanton in Berwickshire vom Zaun brach. Patrick wurde bei einem Scharmützel bei Edinburgh getötet, wo er sich aufhielt, um die Homes zu treffen und zu versuchen, ihren Streit zu schlichten. Nach diesem Vorfall unternahmen die Blackadders keinen weiteren Versuch, ihre angestammten Ländereien zurückzuerhalten. William Blackadder gehörte zu den Unterstützern von Maria Stuart in der Schlacht von Carberry Hill (15. Juni 1567). Er wurde bald nach der Schlacht verhaftet und im Juni gehängt; sein Bruder wurde im September gehängt.
Der letzte Blackadder, dem das Anwesen Tullialan gehörte, war Sir John Blackadder, der 1596 geboren war und am 18. Juli 1626 von König Karl I. von England zum Ritter und Baronet von Neuschottland erhoben wurde. Seine Ländereien einschließlich der Kalkwerke, Salzpfannen und anderen Unternehmungen erbrachten einen jährlichen Ertrag von 36.000 Mark, aber dies war nicht genug, um Sir Johns teure Gewohnheiten zu bezahlen, und so sammelte er mehr Schulden an, als er jemals bezahlen konnte. Als seine Habseligkeiten konfisziert wurden, floh er aufs europäische Festland und scheint 1642 in französischen Diensten gewesen zu sein. Er starb 1651 in Amerika. Sir Johns Gattin, Elizabeth Graham, war die Tochter des Earl of Menteith. Sie hatte eine jährliche Apanage von 360 Mark und lebte in Tulliallan bis 1662. Sein Sohn, Alexander, konnte das Anwesen nicht von den Schulden befreien, die sein Vater angehäuft hatte. Der Court of Session ordnete eine Versteigerung des Anwesens an. 1700 kaufte Colonel John Erskine, Sohn von David Erskine, 4. Lord Cardross, das Anwesen.
Der bekannte Kovenanterprediger John Blackadder (1622–1685) war der rechtmäßige Erbe des Titels der Baronets Blackadder, machte davon aber keinen Gebrauch.

## Jüngere Geschichte

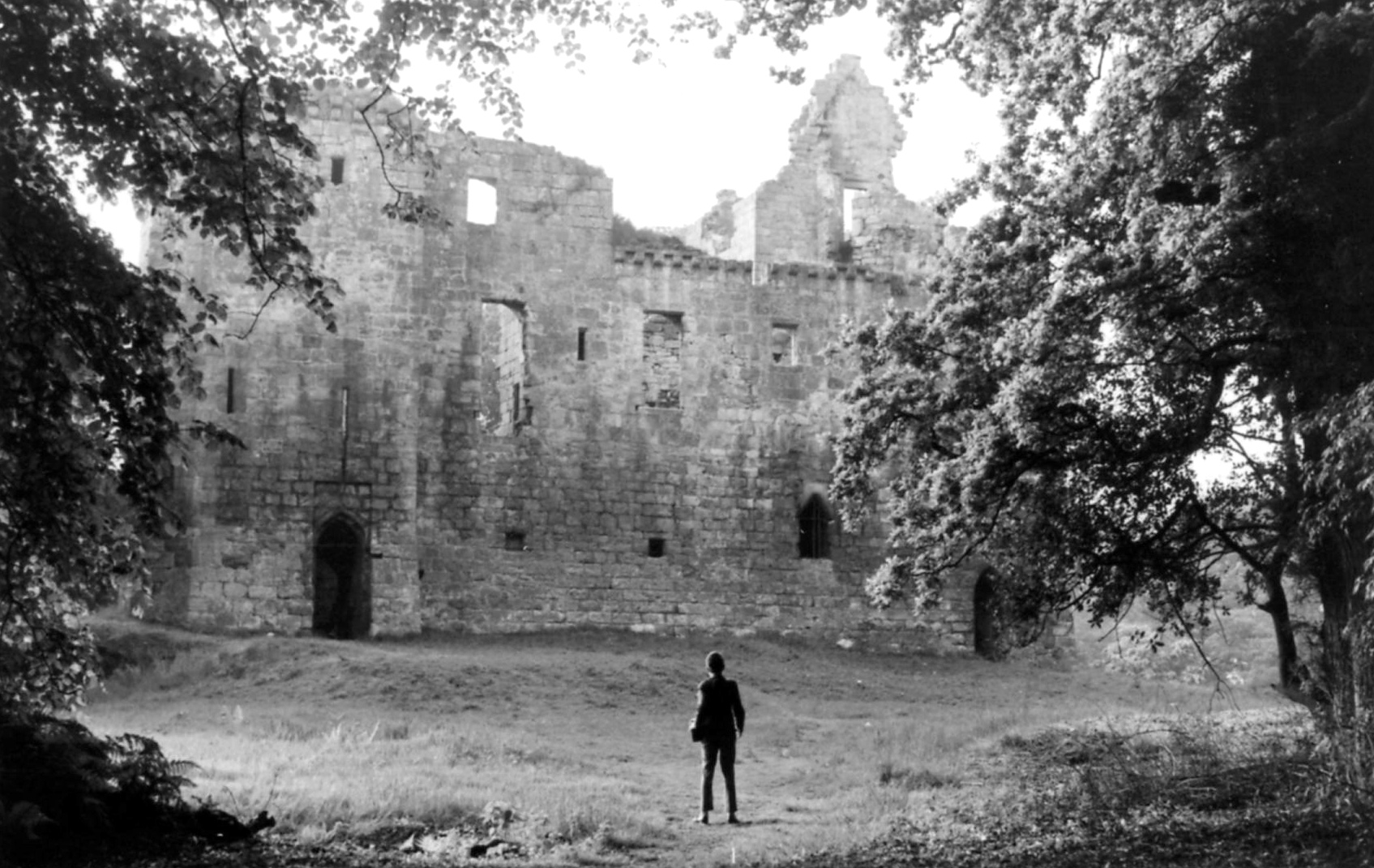
Foto der Südfassade der alten Burg (1950er-Jahre)

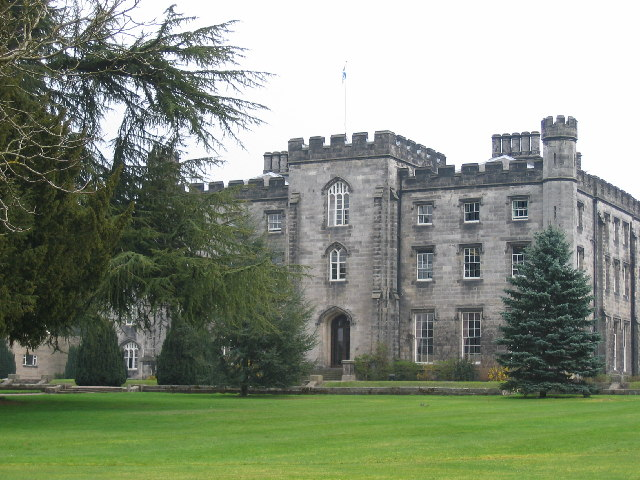
Das heutige Tulliallan Castle

Der letzte Bewohner der alten Burg war Colonel Erskine, der lokal „Black Colonel“ genannt wurde und in den 1790er-Jahren starb. George Elphinstone, 1. Viscount Keith, kaufte das Anwesen 1799 und ließ das heutige Tulliallan Castle als Wohnstatt für seine Familie errichten. Das Dach der alten Burg wurde entfernt und die Burg verfiel zu einer Ruine. Ein alter Bronzekessel mit etwa 22 Zentimeter Durchmesser und 13 Zentimeter Höhe wurde in dieser Ruine gefunden. Eine Legende besagt, dass er einst von einem der Dachbalken der Burg hing und mit Gold gefüllt war. Solange er dort hinge, hieß es, würde die Burg stehen und die Blackadders von Tulliallan würden gedeihen.
Das heutige Tulliallan Castle liegt etwa 800 Meter südöstlich der alten Burg und wurde 1818–1820 für Lord Viscount Keith errichtet.